# Trap Happy
«Ловушка счастья» (англ. Trap Happy) — 25-й эпизод в серии короткометражных мультфильмов «Том и Джерри». Широкая публика считает данный эпизод более жестоким, чем все остальные из этого цикла. Дата выпуска: 29 июня 1946 года.

## Сюжет
Том и Джерри, как всегда, крушат весь дом в своих погонях. Погонявшись за мышонком и несколько раз потерпев неудачу, Том решает поискать истребителя грызунов в Жёлтых страницах. Он находит подходящий номер: "Компания Аякс - служба по уничтожению мышей. Один звонок — и им крышка". Том звонит по этому номеру:
Бутч: Доброе утро. Компания Аякс по уничтожению мышей.
Том: (имитируя Мамочку-Два Тапочка) Помогите! Помогите! Мышь! (пищит) Скорее приезжайте!
Истребитель мышей Бутч прибывает через секунду и приступает к работе. Он красит гайку в жёлтый цвет с оранжевыми пятнышками, прыскает на неё сырной эссенцией, чтобы придать гайке аромат сыра, и подкатывает гайку к Джерри. Мышонок сразу же её проглатывает. Бутч притягивает Джерри магнитом и готовится разрубить мышь напополам. Том отворачивается от жестокого зрелища, а Джерри подставляет хвост кота под удар топора, и начинается погоня «двое против одного».
Джерри убегает в свой дом. Бутч с Томом пытаются расправиться с Джерри, сначала коловоротом, затем хлором, потом приподняв стену, и напоследок бомбой, но безрезультатно.
Джерри забегает в нору. Коты его окружают, и пытаются поймать мышонка с двух сторон. Джерри спутывает вместе их руки, и коты тянут друг друга, думая, что они поймали Джерри. В конце концов, Том перетягивает Бутча и проламывает им стену.
Коты вылезают из-под обломков стены, и понимают, кто кого тянул. В ярости Бутч зачёркивает надпись «МЫШЕЙ» и пишет «КОТОВ», став «Истребителем котов», что удивляет Тома.
Бутч достает двустволку, Том в ужасе выпрыгивает в окно, и Бутч стреляет по бегущему коту.

## Факты
- Эпизод, где Том пускает газ в нору Джерри, встречается также в серии «Professor Tom», где вместо газа был дым от сигары.
- Заменив слово на своём саквояже, Бутч становится истребителем котов, хотя и сам является котом. Ещё одной неоднозначной сценой этого мультфильма является момент, где Джерри подключает провода к коловороту и поражает Бутча током — по логике, мышонок, прижатый к стене этим же коловоротом сам должен был при этом получить электротравму. Либо это недочёт создателей серии, либо коловорот устроен так, что даёт движение лишь в одном направлении (или вперед или назад), а не в двух сразу.
- Этот эпизод — редкий случай, когда Том говорит.
- В некоторых показах мультфильма сцена с отрубанием хвоста Тома была вырезана.
- Название мультфильма «Trap Happy» происходит от англоязычного термина trap-happy, который переводится примерно как «ловушкодовольный», то есть склонность животного, один раз попавшего в ловушку для подсчета популяции, попадать в нее и в следующий раз.
- Сцена, где Джерри, спасаясь от Бутча, подключает к коловороту провода и бьёт кота током отсылает нас к правилу буравчика.